# Jeux Mondiaux de l'Amitié
Les Jeux Mondiaux de l'Amitié 2024 (russe : Всемирные игры дружбы 2024, Vsemirnye igry druzhby 2024, anglais : 2024 World Friendship Games) sont une compétition multisports se déroulant en 2025 à Moscou et à Iekaterinbourg en Russie. 
Initialement prévues du 15 au 29 septembre 2024, les Jeux sont décalés à l’année suivante afin de « maximiser la disponibilité des athlètes et des officiels », a rapporté le site, puis en août 2024 reporté une deuxième fois pour fin 2025 ou 2026 et en décembre 2024, les jeux sont reportés une troisième fois « jusqu'à une décision spéciale » du président russe Vladimir Poutine. Il s'agit des deuxièmes Jeux de l'Amitié, après ceux de 1984.
Contrairement aux Jeux olympiques, la principale récompense offerte par le comité d'organisation sont les médailles, les athlètes des Jeux Mondiaux de l'Amitié seront récompensés par des récompenses monétaires en plus de recevoir des médailles.

## Histoire
À la suite d'un scandale de dopage en cours et de l'invasion russe en Ukraine, la Russie est exclue de presque toutes les compétitions sportives et leurs athlètes n'ont pas pu utiliser leurs symboles nationaux lors d’événements sportifs internationaux, ce qui inclut également les Jeux olympiques, qui n'ont autorisé les athlètes russes et biélorusses à participer aux Jeux olympiques d'été de 2024 qu'en tant qu'athlètes neutres individuels, la Biélorussie étant un allié de la Russie. En réponse, le gouvernement russe a annoncé son intention d'organiser des compétitions pour les meilleurs athlètes du pays, avec la possibilité pour d'autres pays d'y participer.
À l'instar des JO, les « Jeux de l'amitié » prévoient des éditions été et hiver. Ainsi, la première édition des « Jeux Mondiaux de l'Amitié d'hiver » devrait à priori se tenir en 2026 à Sotchi, encore en Russie, la même ville qui a accueilli les Jeux olympiques et paralympiques d'hiver en 2014.

## Réactions internationales
Le 14 novembre 2023, le CIO, représenté par le directeur des comités nationaux olympiques James Macleod, a émis des réserves aux comités concernant une éventuelle participation aux compétitions : « Compte tenu de la politisation croissante du sport mondial, nous demandons à tous les CNO de faire preuve de prudence à l'égard de cette initiative. En effet, toute participation des CNO aux Jeux Mondiaux de l'Amitié irait non seulement à l'encontre de la recommandation de la commission exécutive du CIO du 25 février 2022 concernant les événements sportifs internationaux organisés en Russie, mais aussi à l'encontre de l'objectif collectif du Mouvement olympique de préserver l'indépendance et l'autonomie du sport. »
Le comité d'organisation des Jeux Mondiaux de l'Amitié de 2024 a réagi à la déclaration du CIO, notant que le but des prochains Jeux n'a jamais été ni la confrontation avec le CIO ni la création de compétitions en opposition au mouvement olympique,.
Une semaine plus tard, les Jeux ont fait l'objet d'une discussion lors d'une réunion de l'Assemblée générale de l'ONU. Le président du CIO et ex-escrimeur, Thomas Bach a déclaré qu'il était trop tôt pour parler des conséquences des Jeux, mais que différentes options étaient à l'étude.
La représentante permanente adjointe de la Russie à l'ONU, Maria Zabolotskaya, a parlé de l'inadmissibilité de toute discrimination à l'encontre des athlètes lors des compétitions et a invité le monde aux Jeux de l'Amitié.
En mars 2024, Thomas Bach, a appelé au boycott des « Jeux de l’amitié » prévus par la Russie et a qualifié l'événement de « tentative cynique » du pays de « politiser le sport », cela a amené la porte-parole du Ministère russe des Affaires étrangères, Maria Zakharova à lancer une attaque personnelle contre Bach, l'accusant, ainsi que le CIO, de « glisser dans le racisme et le néonazisme ».

## Sports
La compétition comprendra 33 sports. Il y aura des sports ayant figurés aux Jeux olympiques de Paris, comme l'athlétisme, la natation, le basketball, le tir a l'arc, le cyclisme, le skateboard, l'escrime, le tennis de table, le judo ou le triathlon ; des sports qui étaient aux Jeux olympiques, mais pas à Paris 2024, comme le karaté, mais aussi des sports plus insolites, comme le rock acrobatique, le beach soccer, le beach handball, les échecs, la programmation sportive, le sambo, le ju-jitsu, ou encore le MMA.
De plus, la lutte mas (en) et le sumo seront organisés en tant que sports de démonstration.

## Sites

### Moscou
La majeure partie des sports, ainsi que les cérémonies d'ouverture et de clôture, se dérouleront à Moscou.

### Iekaterinbourg
Toutes les compétitions à Iekaterinbourg (natation artistique, athlétisme, basket-ball féminin, plongeon, judo, jujutsu, arts martiaux mixtes, natation) se dérouleront dans les installations sportives existantes. La construction de nouvelles installations n'est pas prévue.